# خط الجزم
خط الجزم هو أحد الخطوط العربية قبل الإسلام. يعتبر خط الجزم أول الخطوط العربية المتطورة من الخطوط النبطية، بناءً على أحد الآراء، كما أن الآراء الأخرى تقول أن خط الجزم جاء من العراق وهو رأي اللغويين العرب وهناك رأي يرى أنه تطور من خط المسند.

## التاريخ
ظهر الخط العربي الشمالي أو خط الجزم، وهو الخط الشائع المتصل، خلافًا للخط المسندي الحميري الذي كان منتشرا في جنوب  شبه الجزيرة العربية، في القرن الرابع الميلادي من خلال تأثير الخط النبطي الذي نشأ بدوره من نمط الكتابة الأرامية. يقول ابن دريد في أمالية عن عوانة قال: «أول من كتب بخطِّنا هذا وهو الجزم مَرامر بن مرَّة، وأسلم بن جَدْرة الطائيان، ثم علَّموه أهل الأنبار، فتعلَّمه بشر بن عبد الملك أخو أكيدر بن عبد الملك الكندي صاحب دومة الجندل، وخرج إلى مكّة فتزوّج الصهباء بنت حرب بن أميّة أخت أبي سفيان، فعلَّم جماعةً من أهل مكة، فلذلك كَثُرَ من يكتب بمكّة».